# Caucus
 (septembre 2023).
Si vous disposez d'ouvrages ou d'articles de référence ou si vous connaissez des sites web de qualité traitant du thème abordé ici, merci de compléter l'article en donnant les références utiles à sa vérifiabilité et en les liant à la section « Notes et références ».
Un caucus est une réunion de personnes, généralement des sympathisants ou membres de mouvements politiques. Le mot est principalement employé dans le monde anglo-saxon (plus particulièrement en Amérique du Nord) et au Québec, et son sens exact varie en fonction du contexte.

## Origine
L'origine étymologique du mot caucus fait débat.
- Certaines sources[1] émettent une origine amérindienne, reprise par les Algonquins sous la forme Caw-cawaassough / cau-cau-as-u soit « celui qui conseille ». Mentionné dans le livre The General History of Virginia, New England and the Summer Isles, publié en 1624 par le capitaine John Smith of Jamestown, ce mot aurait été répandu par le Parti démocrate à New York via le Tammany Hall, connu pour être friand de termes amérindiens. Que cette origine soit la vraie ou non, chaque tribu indienne avait des rites de conseils spécifiques, préfigurant la complexité de la mécanique électorale présidentielle américaine.
- D'autres sources évoquent un dérivé du latin médiéval caucus, signifiant « abreuvoir ».
- L'origine la plus probable est la déformation du possessif du mot caulker (calfateur) utilisé dans le Caulker's Club[2]. Phonétiquement Caulker's Club (\ˈkɔːkərz ˈklʌb\) s'est transformé en Caucus Club (\ˈkɔːkəs ˈklʌb\) d'où la graphie et prononciation qui s'ensuivirent. Le Caulker's Club est le premier syndicat organisé connu aux États-Unis, destiné à protéger les intérêts des ouvriers du port de Boston et dirigé par Samuel Adams, l'un des pères fondateurs de la nation américaine et frère de John Adams qui deviendra le second président des États-Unis. Ce système d'organisation, parfois opaque, mais influent, est à la base du lobbyisme encore très pratiqué de nos jours (voir aussi Boston Caucus).

Quelle qu'en soit l'origine exacte, il est admis que ce mot vient de l'organisation des consensus aux États-Unis et qu'il s'est établi dans la langue anglaise en tant que nom commun dès son utilisation répandue dans les années 1760 et en tant que verbe dans les années 1850.

## Élections présidentielles américaines
Pour un article plus général, voir Élections présidentielles américaines.
Lors des élections présidentielles américaines, le terme « caucus » désigne le rassemblement de militants politiques locaux d'un parti pour choisir les délégués qui désigneront le candidat à l'investiture de ce parti dans la course à la présidence lors de la convention fédérale de leur parti. Le système du caucus pour la désignation des délégués n'existe que dans une douzaine d’États des États-Unis. Traditionnellement, le premier à désigner ses délégués par caucus est l'Iowa au début de l'année au cours de laquelle a lieu l'élection présidentielle.
Une fois les délégués élus au niveau des bureaux, ces derniers vont se réunir au niveau de chaque comté. Ces réunions permettent à leur tour de désigner des délégués aux conventions de l'État. Ces conventions sélectionnent ensuite les délégués à la convention nationale du parti, laquelle désignera le candidat officiel.
L'objectif du système des caucus est d'indiquer, par le biais du choix des délégués, la préférence des membres du parti dans les États ayant ce mode de désignation. Ainsi, la désignation du candidat national à la présidence s'exprime au niveau des bureaux de vote dans le processus de campagne. Par ailleurs, pour défavoriser les États qui, par exemple, ont devancé la date de leur caucus en 2008, leurs représentants à la convention fédérale ne seront pas pris en compte[pas clair][réf. nécessaire].
Les détracteurs du système du caucus lui reprochent principalement :
- le fait que les premiers États en lice ne sont pas représentatifs sur les plans social ou racial de l'ensemble de la population fédérale, en particulier du poids des États plus ruraux;
- le caractère peu représentatif des caucus. Vu l'effort en temps requis, moins de 10 % des votants participent à ces phases préliminaires. Dans l'Iowa en 2008, moins de 6 % des votants étaient représentés ;
- un filtrage des candidats potentiels dans les premiers États, laissant peu de chances aux candidats mal placés dans les autres États qui organisent des élections des délégués plus tard (jusqu'en juin) : en effet, les candidats ayant reçu peu de support dans les premières présélections abandonnent généralement la course à la présidentielle assez rapidement ;
- la période longue durant laquelle se font les présélections : les représentants des conventions choisis plus tard n'ont pas été choisis dans les mêmes conditions que les premiers sélectionnés.

Si une minorité d’États organise des caucus, la majorité organise des primaires où les membres des partis élisent leur délégué à la convention nationale. Dans ce cadre, chaque État a sa propre procédure de sélection des candidats à la convention nationale et organise son élection à une date différente.
The Caucus-Race, décrite en 1885 par Lewis Carroll dans son roman Alice au Pays des Merveilles était déjà symptomatique du désordre créé par les caucus : elle était gérée par un dodo, sans organisation aucune, et chaque animal remporte finalement un prix. Il semble que Lewis Carroll, lors de l'écriture de ce passage, voulait dénoncer le manque de clarté des systèmes d'organisation politique prévalant dans les pays du Commonwealth.

## Parlement
Dans certains pays du Commonwealth, aux États-Unis, le caucus désigne la réunion des membres du Parlement ou du Congrès appartenant au même parti politique. « Caucus » est alors synonyme de groupe parlementaire.
Aux États-Unis, le terme « caucus » désigne également un regroupement d'élus au sein du Congrès sur une base d'affinités politiques ou ethniques, habituellement pour influencer la politique fédérale ou bien celle d'un État.
Le terme « caucus » peut également désigner un courant ou une sensibilité au sein d'un parti politique.

## Sport

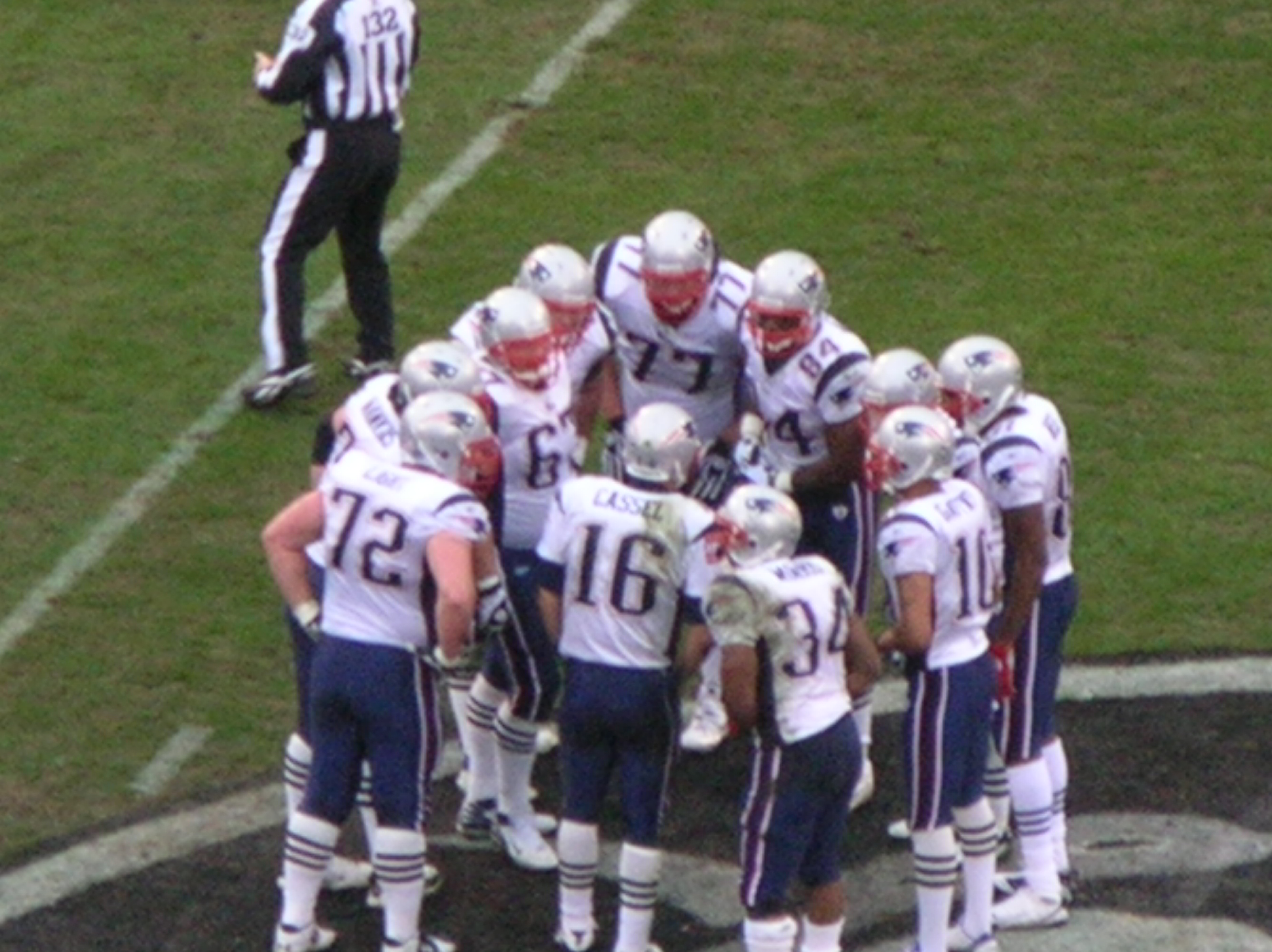
Les Patriots de la Nouvelle-Angleterre en caucus. Le quart-arrière Matt Cassel (16) donne ses instructions pour le jeu qui va suivre.

Au football américain et au football canadien, le caucus, ou huddle, est le court conciliabule que tiennent les joueurs de l'équipe à l'offensive juste avant un essai, et au cours duquel le quart-arrière annonce la stratégie pour le jeu qui va suivre. L'équipe dispose d'un laps de temps prédéterminé pour tenir son caucus, prendre sa position sur le terrain et mettre le ballon en jeu. Cette durée est de vingt secondes au football canadien et, au football américain, de quarante secondes depuis la fin du jeu précédent ou vingt-cinq secondes à partir du signal de l'arbitre dans certaines circonstances. Il arrive qu'une équipe ne tienne pas de caucus, soit qu'elle est pressée par le temps, soit parce qu'elle veut prendre la défense adverse de vitesse.

## Théâtre d'improvisation
En match d'improvisation, le caucus est le moment de concertation entre le coach et ses joueurs, avant le début de l’improvisation, une fois le thème donné par l'arbitre. Le coach désigne le joueur qui va entrer sur scène avec un personnage, une situation, un lieu, une intention, une manière, puis il élabore un coaching pour donner des repères au jouteur. Le caucus dure vingt secondes au maximum. Si une équipe dépasse ce temps, elle commet une faute de retard de jeu. Ce sens du terme est dérivé du sens sportif ci-dessus.

## MARD
Le terme « caucus » est également utilisé sur le continent américain, aux États-Unis et au Canada, dans le cadre des Alternatives Dispute Résolution - ADR, mode alternatif de règlement des conflits. Il peut désigner :
- un entretien entre le médiateur et l'une des parties ;
- une réunion de concertation d'une partie avec (ou non) un partenaire, un conseil ou toute autre personne.

Le caucus en cours de processus ADR fait partie du processus. Si le médiateur conduit le caucus, il est tenu de ne rien rapporter à l'autre partie sur le contenu des échanges et les stratégies convenues : il est tenu par l'engagement de confidentialité.